# Stranići kod Nove Vasi
Stranići kod Nove Vasi je naselje u Republici Hrvatskoj, u sastavu Grada Poreča, Istarska županija. 

## Stanovništvo
Prema popisu stanovništva iz 2001. godine, naselje je imalo 134 stanovnika te 40 obiteljskih kućanstava.

Prema popisu stanovništva iz 2011. godine naselje je imalo 177 stanovnika.
| broj stanovnika |       |       | 27    | 28    | 40    | 55    |       |       | 45    | 50    | 61    | 41    | 46    | 59    | 134   | 177   | 199   |
|                 | 1857. | 1869. | 1880. | 1890. | 1900. | 1910. | 1921. | 1931. | 1948. | 1953. | 1961. | 1971. | 1981. | 1991. | 2001. | 2011. | 2021. |